# 盤星石
所謂的盤星石是一種在始新世便絕種的鈣質微體生物。他們是第三紀的指標化石。盤星石的造型像星星，但有四到三十個壁狀結構，上下兩面還不大相同。他們生活在比較溫暖得地方，且在新生代地層上的意義非常重要。